# Phyllidia scottjohnsoni
Phyllidia scottjohnsoni is een slakkensoort uit de familie van de Phyllidiidae. De wetenschappelijke naam van de soort is voor het eerst geldig gepubliceerd in 1993 door Brunckhorst.